# Lui Mendes
Luiz Cláudio Mendes,  mais conhecido como Lui Mendes (Rio de Janeiro, 31 de janeiro de 1971), é um ator brasileiro.

## Biografia
Filho de uma empregada doméstica, estudou no Colégio Pedro ll, na Zona Sul do Rio, pois morava com sua mãe na casa da patroa, a quem chamava de avó. Ia, nos finais de semana, para a casa da mãe e com isso vivia em dois mundos bem diferentes. Seu encontro com o teatro foi casual. Brincava na rua, era moleque e soltava pipa, perto do teatro Tablado, de Maria Clara Machado. Um dia, a diretora do Tablado estava chegando com sacolas e ele a ajudou a carregá-las. Ficaram amigos e ele fez o curso de graça. Aos 15 anos já trabalhou numa peça, encenada lá, mas sua família não gostou, pois achava que ele deveria ser militar. O garoto, porém, tinha mesmo jeito pra coisa e na primeira peça que fez, num espetáculo profissional, que foi: Baile de Máscaras, ganhou o Prêmio Ator Revelação.

## Filmografia

### Televisão
| Ano  | Título                  | Personagem                | Notas                                      | Emissora      |
| ---- | ----------------------- | ------------------------- | ------------------------------------------ | ------------- |
| 1990 | Mãe de Santo            | Orinmilá                  | [ 2 ]                                      | Rede Manchete |
| 1993 | Sex Appeal              | King Kong                 |                                            | Rede Globo    |
| 1994 | Memorial de Maria Moura | Jardilino                 |                                            | Rede Globo    |
| 1995 | A Próxima Vítima        | Jefferson Noronha         |                                            | Rede Globo    |
| 1996 | Xica da Silva           | Malé                      |                                            | Rede Manchete |
| 1997 | A Justiceira            | Daniel                    |                                            | Rede Globo    |
| 1998 | Mulher                  | Bicuço                    | Episódio: "Dia Quente"                     | Rede Globo    |
| 1998 | Corpo Dourado           | Nando                     |                                            | Rede Globo    |
| 2004 | Começar de Novo         | Lázaro (jovem)            | Episódio: "6 de outubro"                   | Rede Globo    |
| 2004 | A Diarista              | Aristeu                   | Episódio: "Isso Não Está Me Cheirando Bem" | Rede Globo    |
| 2005 | Belíssima               | Lourenço Aguiar           |                                            | Rede Globo    |
| 2008 | Casos e Acasos          | Eduardo                   | Episódio: "A Fuga Arriscada"               | Rede Globo    |
| 2010 | Ti Ti Ti                | Péricles                  |                                            | Rede Globo    |
| 2011 | Amor e Revolução        | Inspetor Jeová Santos     |                                            | SBT           |
| 2012 | A Fazenda               | Participante (15.º lugar) | Temporada 5                                | Rede Record   |
| 2014 | A Segunda Vez           | Tenório                   |                                            | Multishow     |
| 2018 | Segundo Sol             | Dr. Oswaldo               | Episódio: "8 de outubro"                   | Rede Globo    |

### Cinema
| Ano  | Título                                          | Personagem     |
| ---- | ----------------------------------------------- | -------------- |
| 1991 | Os Trapalhões e a Árvore da Juventude           | Mussum (jovem) |
| 1993 | Menino do Engenho                               | Chico Pereira  |
| 1995 | Filhos de Iemanjá                               | Tiago          |
| 2001 | A Partilha                                      | Tonelada       |
| 2004 | Um Show de Verão                                | Jeandro        |
| 2007 | Show de Bola                                    | Tubarão        |
| 2010 | 400 Contra 1 - Uma História do Crime Organizado | Maranhão       |
| 2012 | O Inventor de Sonhos                            | Guimó          |
| 2020 | Solteira Quase Surtando                         | Pedro          |
| 2025 | Atena                                           | Zeca           |